# Doja Cat
Амала Ратна Зандиле Дламини (зулу Amala Ratna Zandile Dlamini; род. 21 октября 1995, Тарзана, Калифорния), более известна как Doja Cat (Доджа Кэт; Дожа Кэт), — американская рэперша, певица, автор песен, продюсер.
Стала известна благодаря песне «Mooo!» 2018 года, которая стала вирусной на YouTube и попала в списки лучших видео года. В 2018 году свет увидел её дебютный студийный альбом Amala.
В мае 2020 года совместный с Ники Минаж ремикс на сингл «Say So» с альбома Hot Pink (2019) занял первое место в американском хит-параде Billboard Hot 100, впервые в карьере обеих певиц. За этим последовал выпуск альбома Planet Her (2021).
Doja Cat известна созданием музыкальных клипов и песен, которые пользуются популярностью в социальных сетях, таких как TikTok. За свою карьеру она получила множество наград, включая шестнадцать номинаций на премию Грэмми, двадцать номинаций на премию Billboard Music Awards, пять наград American Music Awards, а также премию MTV Video Music Award за лучшее видео дебютанта (2020).

## Юность
Амала Ратна Зандиле Дламини родилась в Лос-Анджелесе, штат Калифорния, в семье Деборы Элизабет Сойер, дизайнера мужской одежды еврейского происхождения. Её отцом является Думисани Дламини, южноафриканский актёр, композитор и кинопродюсер. Подрастая, Амала ни разу не виделась с ним, ещё во время беременности Деборы он уехал из страны на родину в Южную Африку. Её отец опроверг это заявление, сказав, что у них отличные отношения. У Амалы есть старший брат Раман.
После рождения Дламини, она в компании её матери и брата переехали в Нью-Йорк, где прожили пять лет. Позже они вернулись в Калифорнию, в Оук-Парк, где мать записала Doja Cat на классический индийский танец бхаратнатьям, балет, чечетку и джаз. Когда ей было 11 лет, они переехали в район Шерман-Окс в Лос-Анджелесе, где они жили в ашраме и практиковали индуизм в течение четырёх лет. Она рассказала, что с тех пор у неё не было интереса к школе, вместо этого она полюбила танцы. После занятий брейк-дансом она присоединилась к профессиональной труппе, с которой участвовала в танцевальных баталиях по всему Лос-Анджелесу, еще учась в средней школе. Она также часто пропускала школу, чтобы проводить время в онлайн-чатах. В конце концов она бросила школу в возрасте 16 лет, не закончив 11 класс. Отмечается, что она вдохновлялась музыкой таких исполнителей, как Ники Минаж, Эрика Баду, Фаррелл Уильямс, Jamiroquai, PartyNextDoor и Дрейк. Она также указала, повлиявшие на неё индуизм, индийскую и японскую культуры.

## Карьера

### 2012—2017: Начало карьеры
Первое время Доджа Кэт училась петь и читать рэп, находясь дома без работы, часто создавая музыку и загружая ее в SoundCloud. В конце 2012 она записала свой первый сингл «So High» и выложила его на SoundCloud, вскоре она привлекла внимание музыкального продюсера Yeti Beats, который стал её первым неофициальным менеджером. Вместе с ним она посетила множество лейблов, остановившись на RCA Records, с которым заключила контракт в возрасте 17 лет. Кроме того, Доджа вступила в сотрудничество с менеджментом Roc Nation в 2014. Сингл «So High» был перевыпущен в качестве её дебютного сингла. В 2014-м Доджа выпустила свой дебютный мини-альбом Purrr!. В середине 2015 года она подписала контракт с лейблом рэпера OG Maco и выпустила с ним совместную песню «Monster» в конце 2016 года. Сделка была расторгнута в том же году без объяснения причин.

### 2018—2019:Amalaи «Mooo!»
В феврале 2018 года Доджа выпустила сингл «Roll with Us», а в следующем месяце — сингл «Go to Town», последний стал ведущим синглом из будущего дебютного альбома. Песня «Candy» была выпущена в качестве второго сингла альбома. Сингл «Candy» стал хитом после того, как его использовали в тысячах видео в TikTok в конце 2019 года. Он попал в чарты таких стран как Австралия, Канада и США и достиг пика на 86 месте в Billboard Hot 100. 30 марта 2018 года был выпущен дебютный студийный альбом Amala. Альбом не был замечен критиками и провалился в чартах. Позже он достиг пика под номером 138 в Billboard 200 в конце 2019 года.
В августе 2018 года Доджа загрузила на YouTube самодельное музыкальное видео на песню «Mooo!», оно привлекло внимание и стало вирусным. В феврале 2019 года она выпустила сингл «Tia Tamera» при участии Рико Нэсти. Переиздание альбома Amala включало в себя три новых сингла, в том числе «Mooo!» и «Juicy». Ремикс «Juicy» с участием Tyga был выпущен в августе 2019 года. Ремикс дебютировал под номером 83 в Billboard Hot 100, достиг 41 места и был сертифицирован платиновым в США. В августе того же года альбом Amala дебютировал на 162 строчке Billboard 200.

### 2019—2020: ПрорывHot Pinkи успех «Say So»
В октябре 2019 года Доджа выпустила ведущий сингл со своего второго альбома, «Bottom Bitch». За ним последовал выпуск сингла «Rules» вместе с анонсом её второго студийного альбома Hot Pink. Hot Pink был выпущен 7 ноября 2019 года и получил положительные отзывы критиков. Он достиг 9-й строчки в Billboard 200.
В январе 2020 года сингл «Say So» был отправлен на радиостанции и стал четвертым синглом с альбома Hot Pink. Первоначально песня была выпущена вместе с альбомом в ноябре 2019 года, но получила более широкую популярность благодаря платформе TikTok. Doja Cat исполнила песню на The Tonight Show Starring Jimmy Fallon в феврале 2020 года. На следующий день она выпустила видеоклип на эту песню, снятый Ханной Люкс Дэвис. Сингл «Say So» достиг 5-й строчки в Hot 100 и по состоянию на апрель 2020 года, стал самой популярной песней 2020 года в США. После выхода ремикса с участием Ники Минаж, сингл возглавил Billboard Hot 100.
Позже был выпущен сингл «Boss Bitch», который вошел в саундтрек к фильму «Хищные птицы: Потрясающая история Харли Квинн».

В марте 2020 года Doja Cat должна была отправиться в тур Hot Pink в поддержку альбома, но он был отложен из-за пандемии COVID-19.
В мае 2020 года был выпущен ремикс на песню The Weeknd «In Your Eyes» с участием Doja Cat, она также приняла участие в записи сингла «Shimmy» рэпера Lil Wayne. В июне она была представлена на сингле «Pussy Talk» рэп-дуэта City Girls. На 20-й церемонии BET Awards 2020 Доджа была номинирована на две награды, лучшая хип-хоп-исполнительница и видеоклип года.
В августе 2020 года сингл «Freak» был выпущен на цифровых платформах. В том же году Доджа получила награду MTV Video Music Award за лучшее видео дебютанта, на церемонии она исполнила попурри из песен «Say So» и «Like That». Ремикс «Juicy» был номинирован на премию «Лучшая R&B песня» на Billboard Music Awards 2020. Doja Cat приняла участие в записи сингла певицы Биби Рексы «Baby, I’m Jealous». Она также записала трек «Motive» совместно с певицей Арианой Гранде, который достиг 32-го места в Billboard Hot 100.
На церемонии MTV Europe Music Awards 2020 Доджа получила награду «Лучший новый артист». Кроме того, она получила награду в категории «Новый исполнитель» на 46-й церемонии People’s Choice Awards. В декабре 2020 года она исполнила песни «Juicy» и «Say So» на концерте Jingle Ball. По данным продаж в США, Billboard поставил Доджу на 5-е место в чартах Top New Artists of 2020 и Top Female Artists of 2020. Rolling Stone отдал ей 1-е место в своем списке «10 лучших исполнителей 2020 года».
В этом же году Доджа рассказала, что её третий студийный альбом завершён и готов к выпуску. В интервью MTV она рассказала, что он включает в себя несколько жанров, такие как дэнсхолл, афробит, фанк и хауз. Она сказала iHeartRadio, что в альбом входит целый ряд коллабораций и каждая песня передаёт разную атмосферу.

### 2021:Planet Her
7 января 2021 года Доджа Кэт приняла участие в сингле «Best Friend» американской рэперши Saweetie и появилась в музыкальном видео на песню. На следующей неделе Доджа Кэт приняла участие вместе с Megan Thee Stallion в записи ремикса на песню «34+35» Арианы Гранде. После выхода ремикса песня достигла нового пика в чарте Billboard Hot 100, заняв вторую строчку. В начале 2021 года сингл с Hot Pink «Streets» стал хитом после того, как лайв-выступления Доджи с этой песней стали популярными в TikTok. Помимо оригинальной версии, в TikTok также стал популярен челлендж с мэшапом «Streets» и «Put Your Head on My Shoulder» Пола Анки. Это всё привело к тому, что песня вошла в Billboard Hot 100, достигнув пика на 16-м месте. 9 марта вышел клип на «Streets». Доджа Кэт была номинирована на три награды на 63-й церемонии «Грэмми», это «Лучший новый исполнитель» и две номинации для «Say So» («Запись года» и «Лучшее сольное поп-исполнение»). В 2021 году она была помещена в список «Time 100 Next», в котором выделяются 100 новых фигур, а ее рекомендация была написана американским исполнителем Lil Nas X.
Ещё в сентябре 2020 года Доджа Кэт заявляла, что её третий студийный альбом завершён и «полностью готов» к выпуску, несмотря на это, в марте 2021 года Доджа сказала в интервью для журнала V, что её альбом «почти завершён». В этом же интервью она официально заявила, что называться альбом будет Planet Her, а его выход состоится летом 2021 года. Она также рассказала, что в альбоме присутствует совместный трек с SZA под названием «Kiss Me More». Эта песня была выпущена в качестве лид-сингла будущего альбома 9 апреля 2021 года. В мае певица получила награды «Лучшая R&B-исполнительница» на Billboard Music Awards и «Лучший новый поп-исполнитель» на iHeartRadio Music Awards. 11 июня в поддержку будущего альбома вышел промо-сингл «Need to Know». 25 июня вышел сингл «You Right», записанный при участии канадского исполнителя The Weeknd. В этот же день вышел и новый альбом Planet Her. Альбом был встречен в целом положительными отзывами и занял второе место в альбомном чарте Billboard 200.
Также провела в качестве ведущей церемонию MTV Video Music Awards 2021, где была номинирована на Artist of the Year, Video of the Year, Best Collaboration, Best Visual Effects и Best Art Direction. Это первый случай в истории VMA, когда номинант в категории «Video of the Year» проводил церемонию в том же году.

## Личная жизнь
В 2019 году она находилась в отношениях с инди-рок-музыкантом Jawny, но в феврале 2020 года пара рассталась. В августе 2024 года стало известно, что певица состоит в отношениях с британским актёром Джозефом Куинном.

## Дискография
- Amala (2018)
- Hot Pink (2019)
- Planet Her (2021)
- Scarlet (2023)

## Награды и номинации
| Организация                  | Год                   | Категория                                                  | Номинированная работа           | Результат | Ссылка  |
| ---------------------------- | --------------------- | ---------------------------------------------------------- | ------------------------------- | --------- | ------- |
| American Music Awards        | 2020                  | American Music Award в номинации «Новый артист года»       | Она сама                        | Победа    | [ 102 ] |
| American Music Awards        | 2020                  | Favorite Female Soul/R&B Artist                            | Она сама                        | Победа    | [ 102 ] |
| American Music Awards        | 2020                  | Favorite Soul/R&B Album                                    | Hot Pink                        | Номинация | [ 102 ] |
| American Music Awards        | 2020                  | Video of the Year                                          | «Say So»                        | Номинация | [ 102 ] |
| BET Awards                   | BET Awards 2020       | Видео года                                                 | «Say So»                        | Номинация | [ 64 ]  |
| BET Awards                   | BET Awards 2020       | Best Female Hip Hop Artist                                 | Она сама                        | Номинация | [ 64 ]  |
| BET Awards                   | 2021                  | Best Female Hip Hop Artist                                 | Она сама                        | Номинация |         |
| BET Hip Hop Awards           | 2021                  | Best Hip Hop Video                                         | «Best Friend»(при уч. Saweetie) | Ожидается |         |
| BET Hip Hop Awards           | 2021                  | Best Live Performer                                        | Она сама                        | Ожидается |         |
| Billboard Music Awards       | 2020                  | Billboard Music Awards for Top R&B Song                    | «Juicy» (при уч. Tyga)          | Номинация | [ 103 ] |
| Billboard Music Awards       | 2021                  | Billboard Music Awards for Top R&B Song                    | «Say So»                        | Номинация | [ 104 ] |
| Billboard Music Awards       | 2021                  | Top New Artist                                             | Она сама                        | Номинация | [ 104 ] |
| Billboard Music Awards       | 2021                  | Top R&B Artist                                             | Она сама                        | Номинация | [ 104 ] |
| Billboard Music Awards       | 2021                  | Top R&B Female Artist                                      | Она сама                        | Победа    | [ 104 ] |
| Billboard Music Awards       | 2021                  | Top R&B Album                                              | Hot Pink                        | Номинация | [ 104 ] |
| BMI Pop Awards               | 2021                  | Award-Winning Songs                                        | «Say So»                        | Победа    | [ 105 ] |
| BMI Pop Awards               | 2021                  | Award-Winning Songs                                        | «Like That»                     | Победа    | [ 105 ] |
| BreakTudo Awards             | BreakTudo Awards 2020 | International Hit                                          | «Say So»                        | Номинация | [ 106 ] |
| BreakTudo Awards             | BreakTudo Awards 2020 | International Revelation                                   | Она сама                        | Номинация | [ 106 ] |
| GAFFA Awards (Denmark)       | 2021                  | Best International New Act                                 | Она сама                        | Победа    | [ 107 ] |
| GAFFA Awards (Denmark)       | 2021                  | International Solo Artist of the Year                      | Она сама                        | Номинация | [ 108 ] |
| GAFFA Awards (Denmark)       | 2021                  | International Album of the Year                            | Hot Pink                        | Номинация | [ 108 ] |
| GAFFA Awards (Denmark)       | 2021                  | International Song of the Year                             | «Say So»                        | Номинация | [ 108 ] |
| Grammy Awards                | 2021                  | Best New Artist                                            | Она сама                        | Номинация | [ 109 ] |
| Grammy Awards                | 2021                  | Record Of The Year                                         | «Say So»                        | Номинация | [ 109 ] |
| Grammy Awards                | 2021                  | Best Pop Solo Performance                                  | «Say So»                        | Номинация | [ 109 ] |
| iHeartRadio Music Awards     | 2021                  | Best New Pop Artist                                        | Она сама                        | Победа    | [ 110 ] |
| iHeartRadio Music Awards     | 2021                  | Favorite Music Video Choreography                          | «Say So»                        | Номинация | [ 110 ] |
| iHeartRadio Music Awards     | 2021                  | TikTok Bop of the Year                                     | «Say So»                        | Номинация | [ 110 ] |
| Latin American Music Awards  | 2021                  | Favorite Video                                             | «Del Mar» (при уч. Ozuna и Sia) | Номинация | [ 111 ] |
| LOS40 Music Awards           | 2020                  | Best International New Act                                 | Она сама                        | Номинация | [ 112 ] |
| MTV Millennial Awards        | 2021                  | Global Hit of the Year                                     | «Kiss Me More» (при уч. SZA)    | Номинация | [ 113 ] |
| MTV Millennial Awards Brazil | 2020                  | Global Hit                                                 | «Say So» (при уч. Nicki Minaj)  | Номинация | [ 114 ] |
| MTV Millennial Awards Brazil | 2020                  | International Collaboration                                | «Say So» (при уч. Nicki Minaj)  | Номинация | [ 114 ] |
| MTV Millennial Awards Brazil | 2021                  | International Collaboration                                | «Kiss Me More» (при уч. SZA)    | Ожидается | [ 115 ] |
| MTV Europe Music Awards      | 2020                  | лучшему Push-исполнителю                                   | Она сама                        | Номинация | [ 116 ] |
| MTV Europe Music Awards      | 2020                  | Премия MTV Europe Music Award лучшему новому исполнителю   | Она сама                        | Победа    | [ 116 ] |
| MTV Video Music Awards       | 2020                  | Push Best New Artist (Лучший новый исполнитель)            | Она сама                        | Победа    | [ 117 ] |
| MTV Video Music Awards       | 2020                  | Премия MTV Video Music Awards за песню года                | «Say So»                        | Номинация | [ 117 ] |
| MTV Video Music Awards       | 2020                  | Премия MTV Video Music за лучшую режиссуру                 | «Say So»                        | Номинация | [ 117 ] |
| MTV Video Music Awards       | 2020                  | Премия MTV Video Music за песню лета                       | «Say So»                        | Номинация | [ 117 ] |
| MTV Video Music Awards       | 2021                  | Video of the Year                                          | «Kiss Me More»(Tyga version)    | Номинация | [ 118 ] |
| MTV Video Music Awards       | 2021                  | Best Collaboration                                         | «Kiss Me More»(Tyga version)    | Номинация | [ 118 ] |
| MTV Video Music Awards       | 2021                  | Best Art Direction                                         | «Best Friend»(при уч. Saweetie) | Победа    | [ 118 ] |
| MTV Video Music Awards       | 2021                  | Best Visual Effects                                        | «You Right»(при уч. The Weeknd) | Победа    | [ 118 ] |
| MTV Video Music Awards       | 2021                  | Artist of the Year                                         | Она сама                        | Номинация | [ 118 ] |
| MTV Video Music Awards       | 2021                  | Song of Summer                                             | «Need to Know»                  | Номинация | [ 118 ] |
| MTV Video Music Awards Japan | 2020                  | Best New International Artist Video                        | «Say So»                        | Победа    | [ 119 ] |
| MTV Video Play Awards        | 2020                  | Top 10 Music Videos                                        | «Say So»                        | Победа    | [ 120 ] |
| NAACP Image Awards           | 2021                  | Outstanding New Artist                                     | Она сама                        | Победа    | [ 121 ] |
| NRJ Music Awards             | 2020                  | Video of the Year                                          | «Say So»                        | Номинация | [ 122 ] |
| NRJ Music Awards             | 2020                  | Best New International Artist                              | Она сама                        | Победа    | [ 122 ] |
| People's Choice Awards       | 2020                  | Best New Artist of 2020                                    | Она сама                        | Победа    | [ 71 ]  |
| People's Choice Awards       | 2020                  | Soundtrack Song of 2020                                    | «Boss Bitch»                    | Номинация | [ 71 ]  |
| TEC Awards                   | 2020                  | Outstanding Creative Achievement — Record Production/Album | Hot Pink                        | Номинация | [ 123 ] |
| Urban Music Awards           | 2021                  | Artist of the Year                                         | Она сама                        | Ожидается | [ 124 ] |
| Urban Music Awards           | 2021                  | Best Collaboration                                         | «Kiss Me More»(при уч. SZA)     | Ожидается | [ 124 ] |